# Silveira Martins
Silveira Martins é um município brasileiro do estado do Rio Grande do Sul.

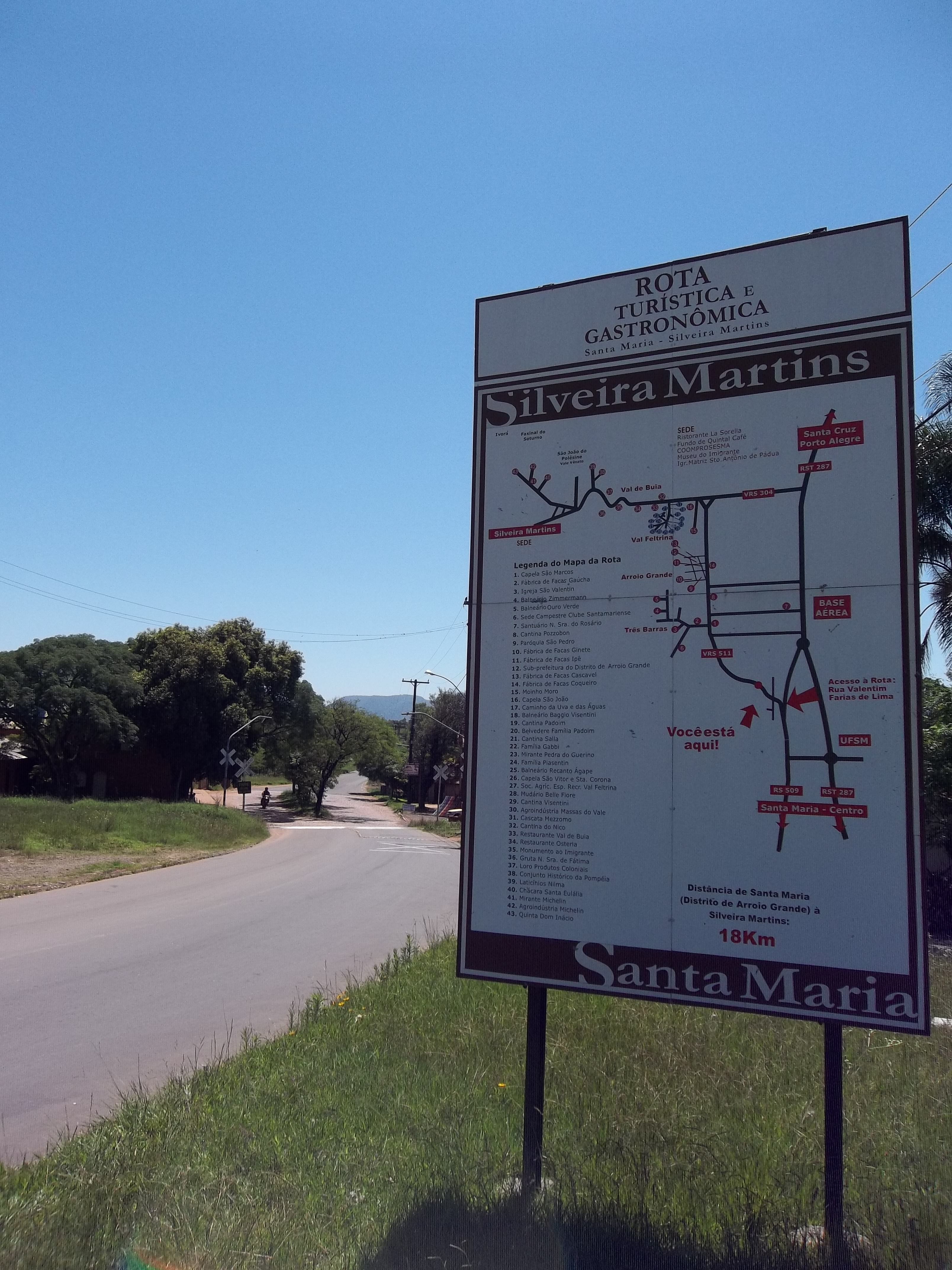
Placa de acesso à rota turística e gastronômica Santa Maria - Silveira Martins, localizada no bairro Camobi, em Santa Maria.